# 水元公園
水元公園（日语：／ Mizumoto Kōen）是位於日本東京都葛飾区的一座都立公園，面積921,539平方公尺，是東京23区中規模最大的公園。開園於1965年4月1日。「水元公園」也是葛飾区的一個町名，水元公園事務所的地址就是水元公園3番2号。此外水元公園還佔據著東金町五丁目、八丁目和埼玉縣三鄉市的一部分土地。
公園內有大面積的水域，即小合溜，將水元公園與埼玉縣縣立三鄉公園分開。

## 外部連結
- 公式サイト （页面存档备份，存于）
- NPO法人 水元ネイチャープロジェクト （页面存档备份，存于）
- 水元公園 （页面存档备份，存于） - 1000円もって公園へ行こう！
- 水元公園 （页面存档备份，存于） - e公園

35°47′10.8″N 139°52′9.3″E / 35.786333°N 139.869250°E